# António Pereira Mouzinho de Albuquerque Cota Falcão
António Pereira Mouzinho de Albuquerque Cota Falcão (Coruche, Coruche, 3 de Abril de 1829 - Fortaleza de São José da Amura, Bissau, Bissau, 27 de Junho de 1858) foi um engenheiro militar e governador colonial português.

## Família
Mais novo de quatro filhos de Fernando Pereira de Faria Cota Falcão, 9.º Senhor do Morgado da Amieira em Coruche, 9.º Senhor do Morgado da Pipa em Coruche, etc., e de sua segunda mulher Maria Luísa Mouzinho de Albuquerque, irmã de Luís da Silva Mouzinho de Albuquerque.

## Biografia
Oficial de Engenharia, foi Tenente de Infantaria habilitado em 1856 com o Curso de Engenharia no Corpo do Estado-Maior do Exército do Batalhão de Caçadores N.º 8.
Entre 1856 e 1857 foi Diretor de Obras Públicas do Distrito de Leiria,[ligação inativa] onde foi Engenheiro de 1854 a 1857.
Foi nomeado 57.º Capitão-Mor de Bissau, oficiosamente chamado Governador da Guiné (Portuguesa), por Carta de D. Pedro V de Portugal de 25 de Novembro de 1857, tendo sido promovido a Capitão de Engenheiros por Decreto de 2 de Dezembro de 1857, tomando posse a 19 de Abril de 1858 e sucedendo ao quarto mandato de Honório Pereira Barreto.
Durante o seu governo o então Capitão Januário Correia de Almeida, engenheiro civil e militar da então província de Cabo Verde, percorreu todas as ilhas do arquipélago de Cabo Verde e a costa da Guiné como Diretor de Obras Públicas do Distrito de Cabo Verde e dirigiu os reparos que a Fortaleza de São José da Amura sofreu de 1858 a 1860. Foi também durante o seu mandato que, a 29 de Abril de 1858, Bissau foi elevada à categoria de vila. Recebeu um diploma de Associado Provincial de 1.ª Classe da Academia Real das Ciências de Lisboa a 3 de Fevereiro de 1859.
Morreu em funções a 27 de Junho de 1858, tendo sido sucedido pelo primeiro mandato de João José Corsino Peres como Capitão-Mor em exercício. É mencionado como falecido a 30 de Maio de 1859.
Não casou, sem geração.